# Soudaine-Lavinadière
Soudaine-Lavinadière település Franciaországban, Corrèze megyében. Lakosainak száma 143 fő (2022. január 1.). Soudaine-Lavinadière Affieux, Chamberet, Meilhards, Peyrissac, Rilhac-Treignac és Treignac községekkel határos.

## Népesség
A település népessége az elmúlt években az alábbi módon változott:
| Lakosok száma | 319  | 233  | 229  | 205  | 168  | 174  | 176  | 155  | 145  | 143  |
|               | 1968 | 1982 | 1990 | 2006 | 2013 | 2015 | 2017 | 2019 | 2020 | 2022 |